# Schlegel-Haus

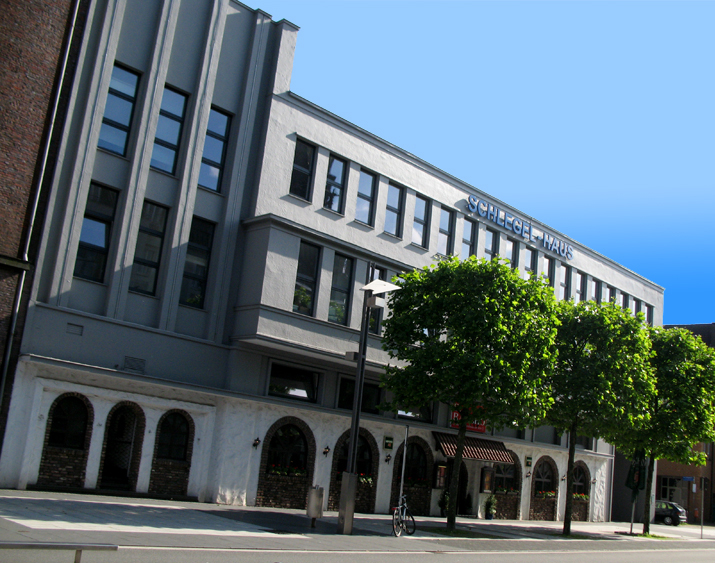
Schlegel-Haus (2012)

Das Schlegel-Haus ist ein Bürogebäude in der Bochumer Innenstadt, gegenüber dem Rathaus. Es wurde 1930 als Verwaltungsgebäude der Schlegel-Scharpenseel-Brauerei AG vom Bochumer Architekten Heinrich Schmiedeknecht erbaut. 

## Geschichte
Schmiedeknechts fünfstöckiger Bau mit einer Höhe von 22,5 Metern mit überragenden Seitenrisalit und einer Straßenfront von 38 Metern stellte bei der Fertigstellung nach einhelliger Meinung der örtlichen Presse den repräsentativen Höhepunkt des Ausbaus der Brauerei dar, die seinerzeit zu den größten Deutschlands zählte. Der Bochumer Anzeiger erklärte es zu einem „Musterbeispiel neuer, sachlicher Bauweise“, der Generalanzeiger lobte seine städtebaulich positive Wirkung auf den Bochumer Rathausplatz.
Wegen der beengten Lage in der Bochumer Innenstadt wurden in den neu errichteten Tiefenkellern des Verwaltungsgebäudes 14 Meter unter dem Straßenniveau zur Erweiterung der bestehenden Lagerkeller weitere Gärbecken gebaut, die noch heute erhalten sind.
Das Schlegel-Verwaltungsgebäude wurde im Kriege durch Bombeneinwirkung stark beschädigt. Zum Deutschen Katholikentag 1949 wurden die drei unteren Stockwerke wiederaufgebaut und vorübergehend als Hotel genutzt. Das Brauereigelände wurde nach Fusion mit der Dortmunder Union-Brauerei und Verlagerung der Brautätigkeit nach Dortmund 1983 an die Landesentwicklungsgesellschaft NRW verkauft, die den größten Teil der Brauerei abreißen ließ und das Gelände mit Wohngebäuden bebaute. Das Verwaltungsgebäude blieb erhalten. Es wurde 1998 von der Logos Gruppe erworben und unter weitgehender Beibehaltung des historischen Erscheinungsbildes saniert.
Heute wird es unter dem Namen „Schlegel-Haus“ von Unternehmen der Kreativwirtschaft genutzt. Eine Aufstockung auf die ehemalige Höhe von fünf Geschossen ist geplant, um einem City-Hotel mit 183 Zimmern Platz zu bieten. Das erste Kellergeschoss dient heute als Ort für Ausstellungen und andere Veranstaltungen.